# Der Arbeitsmann
Der Arbeitsmann ist ein Gedicht von Richard Dehmel aus dem Jahr 1896. Der sozialkritische Text zur Zeit des Naturalismus zeigt einen gesellschaftlichen Stand mit dem Wunsch nach Revolution.

## Inhalt
In dem Gedicht Der Arbeitsmann von Richard Dehmel wird dargestellt, wie eine Ansprache an bestimmte Personen gehalten wird. Die Ansprache bezieht sich immer auf den Zustand der Freiheit. Denn um so frei zu sein, wie Vögel es sind, fehle nur Zeit. Im Verlauf des Gedichts wird erst die Frau des lyrischen Ichs, dann das Kind und zuletzt das Volk angesprochen.
„Nur Zeit!
Wir wittern Gewitterwind,
wir Volk.“

## Gestaltung des Gedichts

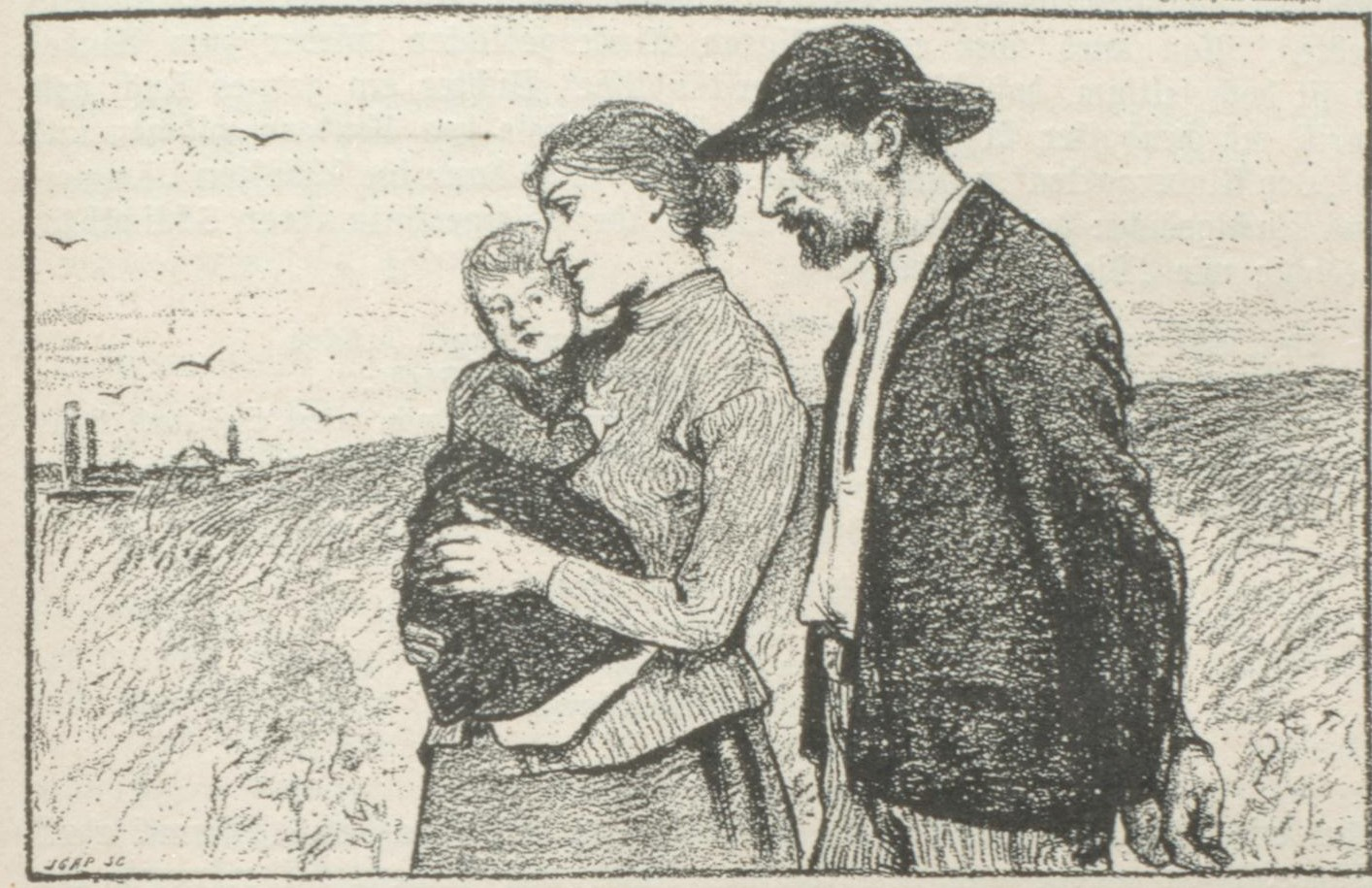
Hans Anetsbergers Abbildung zu Dehmels „Der Arbeitsmann“ im Simplicissimus von 1896

Das Gedicht gehört zur Gattung der Volkslieder, es hat drei Strophen à sieben Versen, daher ist es eine regelmäßige Anordnung, eine Symmetrie. Als Metrum liegt ein vierhebiger Jambus mit männlichen Kadenzen vor, der durch unregelmäßige Senkungen ergänzt wird. Das Reimschema (abcacaa dacdcac aecacac) wechselt zwischen Kreuzreim und dem umarmenden Reim. Am Ende jeder Strophe wiederholt sich die Phrase „Nur Zeit!“, was den Refrain bildet. In der letzten Strophe wird diese Aussage schon im ersten Vers wiederholt, was die Bedeutung der Zeit verdeutlichen soll. Durch den regelmäßigen Aufbau, den einfachen und einprägsamen Text mit Refrain kann man hier von einem Volkslied sprechen, was nicht selten vertont wird und als Gesang gedient hat.
In der ersten Strophe spricht das lyrische Ich sein Weib an und erklärt ihr, dass es ihnen prinzipiell an nichts fehlt, da sie beide eine Arbeit, Bett und Kind hätten. Er führt auch Motive aus der Natur wie Sonne, Regen und Wind an. Einzig allein fehle den beiden nur die Zeit. Es zieht wieder den Vergleich zum natürlichen Motiv „frei zu sein, wie die Vögel“. Dabei ist das „frei“ als eine Idealvorstellung des lyrischen Ichs anzusehen. Die Strophe wird durchgängig im Präsens gehalten, es unterstützen ein paralleler Aufbau sowie Alliterationen und Anaphern die Aussage. Die Zeit selbst wird als „Kleinigkeit“ zur Freiheit beschrieben.
Das lyrische Ich spricht nun in der zweiten Strophe sein Kind an, erzählt ihm von den Sonntagsspaziergängen durch die Felder. Es ist davon auszugehen, dass nun der Herbst die derzeitige Jahreszeit sein soll, denn die Ähren des Feldes, die weit und breit zu sehen sind, zeigen den Erntezustand an. Außerdem fliegt das Schwalbenvolk umher, was eine Art von Aufbruchsstimmung, im doppeldeutigen Sinne als gesellschaftliche Aufruhr oder revolutionären Gedanken, darstellen soll, da das Kompositum „Schwalbenvolk“ die Verbindung zum Menschen mit „Volk“ deutlich macht. Zudem kommt wieder das Naturmotiv auf, denn das Wiederholen des Vogelmotives „um so schön zu sein, wie die Vögel sind“ erhält den natürlichen Charakter des Volkslieds. Das Adjektiv „schön“ zählt wieder zu der Idealvorstellung und Vollkommenheit, die sich das lyrische Ich wünscht. Die Strophe endet mit diesem Refrain und wieder ist der letzte Vers „Nur Zeit.“.
Diese Phrase eröffnet auch die dritte Strophe, in der das lyrische Ich das Personalpronomen „Wir“ für das Volk und sich benutzt. Die Alliteration „Wir wittern Gewitterwind, wir Volk“ zeigt einerseits das anstehenden Wetterereignis an, andererseits kann es als ein drastisches Geschehnis in der Gesellschaft gedeutet werden. In diesem Falle ist auf die Aufbruchsstimmung in der zweiten Strophe hinzudeuten, dort wurde der revolutionäre Gedanke als wechselnde Jahreszeit dargestellt. Die „kleine Ewigkeit“ als Oxymoron, zeigt durch den Gegensatz einen Widerspruch, das eine Ewigkeit nicht klein sein kann verdeutlicht, dass die fehlende Zeit keine Kleinigkeit für das Volk ist. Das lyrische Ich wiederholt die vorher angesprochenen Personen „Mein Weib, mein Kind“ und die Aussage, dass es ihnen an nichts außer der Zeit fehlt. Die Verknüpfung zu den Vögeln findet erneut statt, diesmal mit dem Adjektiv kühn. Die Sammlung von Adjektiven zeigt insgesamt eine Idealvorstellung des Menschen. Im letzten Vers wird wieder auf „Nur Zeit“ zurückgegriffen.